# Lesley Stahl
Lesley Stahl, född 16 december 1941 i Lynn, Massachusetts, är en amerikansk journalist och författare.
Lesley Stahl är mest känd för sin medverkan i det amerikanska nyhetsprogrammet 60 Minutes på tv-kanalen CBS. Hon har medverkat i programmet sedan 1991. Hon har även skrivit boken Reporting Live som kom ut år 1999.

### Fotnoter
1. ↑  Internet Movie Database, IMDb-ID: nm0821478co0047972, läst: 13 juli 2016.[källa från Wikidata]
2. ↑  SNAC, SNAC Ark-ID: w6xh20j9, läs online, läst: 9 oktober 2017.[källa från Wikidata]
3. ↑  GeneaStar, GeneaStar person-ID: lesleyrenestahll.[källa från Wikidata]
4. ↑  Muck Rack, journalist-ID på Muck Rack: lesley-stahl, läs online, läst: 3 april 2022.[källa från Wikidata]
5. ↑  läs online, apsanet.org .[källa från Wikidata]
6. ↑  läs online, www.iwmf.org , läst: 8 juli 2023.[källa från Wikidata]